# Gerzino Nyamsi
Gerzino Nyamsi (Saint-Brieuc, 22 de enero de 1997) es un futbolista francés que juega en la demarcación de defensa para el F. C. Lokomotiv Moscú de la Liga Premier de Rusia.

## Biografía
Tras empezar a formarse como futbolista en las filas inferiores del Stade Rennais F. C., empezó a jugar en el segundo equipo. Finalmente hizo su debut con el primer equipo el 10 de septiembre de 2017 en la jornada 5 de la Ligue 1 contra el Olympique de Marsella, disputando la totalidad de los 90 minutos, en un partido que finalizó con un resultado de 1-3 a favor del Rennes. Tras una breve cesión al LB Châteauroux de la Ligue 2, volvió al Rennes en el verano de 2018. Permaneció en el club hasta finales de agosto de 2021, momento en el que se marchó al R. C. Estrasburgo para jugar allí las siguientes cuatro temporadas. Estuvo dos y media y en febrero de 2024 fichó por el F. C. Lokomotiv Moscú.

## Clubes
| Club                    | País    | Año       | Partidos | Goles |
| ----------------------- | ------- | --------- | -------- | ----- |
| Stade Rennais F. C. II  | Francia | 2015-2017 | 38       | 2     |
| Stade Rennais F. C.     | Francia | 2017      | 3        | 0     |
| LB Châteauroux (cedido) | Francia | 2017-2018 | 12       | 1     |
| Stade Rennais F. C.     | Francia | 2018-2021 | 35       | 1     |
| R. C. Estrasburgo       | Francia | 2021-2024 | 69       | 1     |
| F. C. Lokomotiv Moscú   | Rusia   | 2024-     | 39       | 4     |

## Palmarés

### Campeonatos nacionales
| Título                 | Club                   | País    | Año  |
| ---------------------- | ---------------------- | ------- | ---- |
| Championnat National 3 | Stade Rennais F. C. II | Francia | 2016 |
| Championnat National 2 | Stade Rennais F. C. II | Francia | 2017 |
| Copa de Francia        | Stade Rennais F. C.    | Francia | 2019 |